# Олимпийский каток имени Джеймса Б. Шеффилда
Олимпийский каток имени Джеймса Б. Шеффилда (англ. James B. Sheffield Olympic Skating Rink) — конькобежный каток в Лейк-Плэсид, штат Нью-Йорк, США. На этой спортивной арене проходили мероприятия зимних Олимпийских игр 1932 и 1980 годов. Каток открытый и расположен на высоте 568 метров.

## История
Олимпийский стадион в Лейк-Плэсид, расположенной в районе местной школы, был построен к началу проведения III зимних Олимпийских игр 1932 года. Здесь проходили церемонии открытия и закрытия Олимпиады, соревнования по скоростному бегу на коньках и 6 из 12 хоккейных матчей. Так же стадион выступал стартовой и финишной точкой для лыжных и показательных гонок на собачьих упряжках. Трибуны катка были способны вместить 7500 зрителей, но после завершения Олимпийских игр 1932 года они были демонтированы.
Через две недели после закрытия III зимней Олимпиады на стадионе прошёл Чемпионат мира по конькобежному спорту в классическом многоборье. В дальнейшем на Олимпийском стадионе в Лейк-Плэсиде проходили соревнований по другим видам спорта, но международных конькобежных соревнований не было до следующей олимпиады. Всё это время на стадионе проходили футбольные матчи местной школы (англ. Lake Placid High School).

### Реконструкция к Зимней Олимпиаде 1980 года
В 1974 году стало известно, что XIII Зимние Олимпийские игры пройдут в Лейк-Плэсид в 1980 году. Началась реконструкция катка, которая была закончена к концу осени 1977 года. Каток был переименован в честь Джеймса Шеффилда (англ. James C. «Bunny» Sheffield), конькобежца из Лейк-Плэсид, выигравшего Международный чемпионат в 1923 году (1923 International Speed Skating Championships). Первым международным соревнованием на новом льду стал Чемпионат мира по конькобежному спорту в спринтерском многоборье среди женщин, где победу одержала советская конькобежка Любовь Садчикова.
Во время Олимпиады 1980 года американский конькобежец Эрик Хайден, выигравший золото на всех пяти дистанциях (500, 1000, 1500, 5000 и 10000 метров) на одних Олимпийских играх, установил мировой рекорд на дистанции 10000 м, пробежав её за 14:28,13 (что примечательно, этот рекорд Хайдена простоял чуть более месяца: 29 марта на «Медео» советский конькобежец Дмитрий Оглоблин, занявший в Лейк-Плэсиде 16-е место, показал результат 14:26,71). Мировой рекорд Хайдена был единственным за всю историю Олимпийского катка в Лейк-Плэсиде.
В 1989 году на катке прошёл Чемпионат мира по конькобежному спорту в классическом многоборье среди женщин. Каток используется для тренировок конькобежцев и фигуристов и открыт для публики в зимний период.
В 2023 году в рамках Зимней Универсиада на катке проводились соревнования по конькобежному спорту. На всех дистанциях были установлены рекорды катка.